# Банковский счёт
Банковский счёт — счёт, открываемый банком юридическим или физическим лицам для их участия в безналичном денежном обороте и аккумулировании на счёте безналичных денежных средств для целевого использования.

## Виды банковских счетов
- Бюджетный счёт
- Валютный счёт
- Замороженный счёт
- Застрахованный счёт
- Контокоррентный счёт
- Корреспондентский счёт
- Накопительный счёт
- Обезличенный металлический счёт
- Общий счёт
- Онкольный счёт
- Расчётный счёт
- Сберегательный счёт
- Сводный счёт
- Ссудный счёт
- Текущий счёт
- Транзитный счёт
- Фидуциарный счёт
- Фондовый счёт
- Частный счёт
- Чековый счёт
- Счёт цифрового рубля (в России)

## Правила нумерации банковского счётаРФ
С 1998 года в РФ используется 20-значный банковский счёт. При этом номер банковского счёта не является номером в математическом смысле. Скорее — это числовой код, в котором заключена информация о свойствах этого счёта.
Номер банковского счёта разбит на 5 групп.
1-я группа состоит из 5 разрядов и указывает на балансовый счёт 2-го порядка, на котором открыт счёт.
Правила выбора конкретного балансового счёта регламентируются действующим планом счетов.
Балансовый счёт указывает назначение счёта, например, счёт расчётный коммерческого негосударственного юридического лица (40702) или счёт частного вклада, открытый для нерезидента на срок от 181 дней до 1 года (42605). Балансовый счёт 2-го порядка делится в свою очередь на балансовый счёт 1-го порядка (3 символа) и номер счёт второго порядка в первом порядке. В балансовом счёте первого порядка в свою очередь выделяется первый символ, который указывает раздел плана счетов.
2-я группа состоит из 3 символов и указывает на валюту, в которой открыт счёт, в соответствии с общероссийским классификатором валют.
3-я группа состоит из одного символа и содержит т. н. ключ счёта, который рассчитывается на основе известного алгоритма с учётом всех остальных цифр счёта, а также БИКа банка, в котором открыт счёт. Этот ключ необходим для того, чтобы программно можно было отлавливать и исключать неизбежные ошибки при ручном вводе счёта, а также ситуацию, когда клиент по ошибке использует номер счёта одного банка в другом.
4-я группа состоит из 4 разрядов и указывает банковское подразделение, в котором открыт счёт (филиал или допофис). Формирование этой группы должно определяться в учётной политике банка. Если банк не имеет филиалов, то эта группа содержит 0000.
5-я группа состоит из оставшихся 7 цифр и содержит номер лицевого счёта. Эта группа в свою очередь делится на подгруппы, но способ деления зависит от используемого балансового счёта, а также от учётной политики банка.